# Laura Chinchilla
Laura Chinchilla Miranda (pronunție în spaniolă:  [ˈlawɾa tʃinˈtʃiʎa miˈɾanda]; n. 28 martie 1959) este un om politic din Costa Rica și președintele în funcție al acestei țări.
Este prima femeie care deține funcția supremă în această țară și a șasea femeie cu această funcție în America de Sud.
Este o susținătoare ferventă a Bisericii Catolice și, din motive religioase, este împotriva legalizării contracepției.
Mai mult, dacă președintele anterior, Óscar Arias Sánchez, susținea separarea între biserică și stat, Laura Chinchilla Miranda consideră Costa Rica o națiune catolică.
1. ↑  Laura Chinchilla, FemBio-Datenbank[*]
2. ↑  Laura Chinchilla Miranda, Encyclopædia Britannica Online, accesat în 9 octombrie 2017
3. ↑  Laura Chinchilla: Is honesty enough for Costa Rica? (în engleză), Voxxi[*], 14 august 2012
4. ↑  Laura Chinchilla Miranda, Brockhaus Enzyklopädie, accesat în 9 octombrie 2017
5. ↑  Laura Chinchilla, Munzinger Personen, accesat în 9 octombrie 2017
6. ↑   https://olympics.com/ioc/members Lipsește sau este vid: |title= (ajutor)